# Zehnkampf-Länderkampf der Männer 1976 Sowjetunion – BR Deutschland
| 1. Leichtathletik-Länderkampf mit bundesdeutscher Beteiligung 1976 | 1. Leichtathletik-Länderkampf mit bundesdeutscher Beteiligung 1976 |
| ------------------------------------------------------------------ | ------------------------------------------------------------------ |
|                                                                    |                                                                    |
| Zehnkampf-Vergleich der Männer: Sowjetunion – BR Deutschland       |                                                                    |
| Austragungsort                                                     | Sotschi                                                            |
| Wettbewerbe                                                        | 1                                                                  |
| Datum                                                              | 15./16. Mai                                                        |
| 1. URS 2. FRG                                                      | 54.072 Punkte 50.688 Punkte                                        |
| Chronik                                                            |                                                                    |
| ← letzter LK 1975: 00FRG-BEL-NLD (M)                               | URS-FRG 5kampf (F) →                                               |

Den ersten Vergleich des Länderkampfjahres 1976 bestritten wie im Vorjahr die Zehnkämpfer, die allerdings nun nicht auf Rumänien, sondern auf die Sowjetunion trafen. Früh in der Saison am 15./16. Mai wurde diese Begegnung im südrussischen Sotschi als neuntes Aufeinandertreffen der beiden Länder in einem Zehnkampf ausgetragen. Die Zwischenbilanz lautete sechs zu zwei für die UdSSR. Der DLV trug diesen Länderkampf mit einer B-Mannschaft aus, weil am selben Termin im österreichischen Götzis eine Olympia-Ausscheidung der Mehrkämpfer stattfand. Auch die Mehrkämpferinnen der beiden Länder trafen sich am selben Termin in Sotschi zu einem eigenen Vergleich.

## Modus
Ursprünglich vereinbart waren je Mannschaft fünf Männer und drei Junioren des Jahrgangs 1957 und jünger, von denen vier Männer und zwei Junioren gewertet werden sollten. Die UdSSR stellte drei Junioren des Jahrgangs 1956. Endgültig gewertet wurden durch Addition ihrer Punktzahlen vier Männer und drei Junioren.

## Ergebnis
Die sowjetischen Zehnkämpfer waren in diesem Wettkampf gegen ein bundesdeutsches Team mit Athleten aus der zweiten Reihe hoch dominant. Sie belegten die vier ersten Plätze und auch die drei gewerteten Junioren lagen alle vor den bundesdeutschen Junioren. In der Endabrechnung siegte die Sowjetunion mit 54.072 zu 50.688 Punkten.

## Legende
Kurze Übersicht zur Bedeutung der Symbolik – so üblicherweise auch in sonstigen Veröffentlichungen verwendet:
| DNF | nicht im Ziel (did not finish) |
| DNS | nicht am Start (did not start) |
| NMH | keine Höhe (No Mark)           |

## Resultat
| Platz | Name                                  | Nation | Punkte | 100 m  | Weit- sprung | Kugel- stoßen | Hoch- sprung | 400 m  | 110 m Hürden | Diskus- wurf | Stabhoch- sprung | Speer- wurf | 1500 m     |
| ----- | ------------------------------------- | ------ | ------ | ------ | ------------ | ------------- | ------------ | ------ | ------------ | ------------ | ---------------- | ----------- | ---------- |
| 01    | Alexander Grebenjuk                   | URS    | 8330   | 10,7 s | 7,10 m       | 15,35 m       | 1,99 m       | 49,7 s | 14,4 s       | 47,60 m      | 4,20 m           | 73,24 m     | 4:30,3 min |
| 02    | Rudolf Sigert                         | URS    | 8111   | 10,8 s | 6,97 m       | 16,81 m       | 2,05 m       | 50,3 s | 14,3 s       | 48,12 m      | 4,30 m           | 54,40 m     | 4:40,8 min |
| 03    | Waleri Katschanow                     | URS    | 7771   | 10,6 s | 7,33 m       | 13,61 m       | 1,97 m       | 49,2 s | 14,7 s       | 39,64 m      | 3,80 m           | 52,35 m     | 4:27,2 min |
| 04    | Wladimir Burjakow                     | URS    | 7758   | 11,2 s | 7,31 m       | 14,07 m       | 1,85 m       | 49,4 s | 15,0 s       | 39,80 m      | 4,70 m           | 57,02 m     | 4:29,5 min |
| 05    | Dieter Leyckes                        | FRG    | 7639   | 11,0 s | 6,97 m       | 14,46 m       | 1,90 m       | 49,5 s | 15,8 s       | 40,38 m      | 4,10 m           | 59,64 m     | 4:25,8 min |
| 06    | Winfried Hartweck                     | FRG    | 7617   | 10,7 s | 7,06 m       | 13,54 m       | 1,85 m       | 50,5 s | 15,2 s       | 41,04 m      | 4,30 m           | 53,16 m     | 4:27,5 min |
| 07    | Rudolf Brumund                        | FRG    | 7558   | 11,1 s | 6,92 m       | 13,38 m       | 1,93 m       | 49,0 s | 15,5 s       | 37,90 m      | 4,10 m           | 56,24 m     | 4:21,1 min |
| 08    | Anatoli Nowikow (Jun./Jg. 56)         | URS    | 7492   | 10,8 s | 6,66 m       | 12,24 m       | 1,85 m       | 47,9 s | 15,3 s       | 38,42 m      | 4,30 m           | 55,00 m     | 4:29,2 min |
| 09    | Dieter Tenhaff                        | FRG    | 7348   | 10,9 s | 6,92 m       | 13,42 m       | 1,93 m       | 50,8 s | 14,9 s       | 39,54 m      | 3,80 m           | 49,66 m     | 4:37,5 min |
| 10    | Tönu Kaukis (Jun./Jg. 56)             | URS    | 7337   | 11,6 s | 7,14 m       | 13,05 m       | 2,02 m       | 52,5 s | 14,7 s       | 36,88 m      | 4,10 m           | 59,90 m     | 4:46,3 min |
| 11    | Andrej Sujew (Jun./Jg. 56)            | URS    | 7213   | 11,3 s | 7,24 m       | 12,53 m       | 1,90 m       | 51,0 s | 15,3         | 35,54 m      | 4,20 m           | 42,18 m     | 4:21,0 min |
| 12    | Wolfgang Muders (Jun./Jg. 57)         | FRG    | 7146   | 11,7 s | 6,71 m       | 11,31 m       | 2,02 m       | 52,0 s | 14,6 s       | 37,64 m      | 4,50 m           | 48,74 m     | 4:39,6 min |
| 13    | Wladimir Nemagajew                    | URS    | 7136   | 10,8 s | 6,95 m       | 12,97 m       | 1,93 m       | 49,9 s | 15,5 s       | 37,80 m      | 3,80 m           | 54,52 m     | 4:53,0 min |
| 14    | Claus-Herrnann Heemsoth (Jun./Jg. 57) | FRG    | 6980   | 11,3 s | 6,47 m       | 12,74 m       | 1,90 m       | 51,8 s | 16,0 s       | 41,16 m      | 4,10 m           | 48,56 m     | 4:45,2 min |
| 15    | Thomas Kohlbacher (Jun./Jg. 57)       | FRG    | 6400   | 11,1 s | 7,15 m       | 12,28 m       | 2,02 m       | 50,8 s | 15,7 s       | 32,24 m      | NMH              | 59,36 m     | 4:51,8 min |
| DNF   | Toomas Suurväli                       | URS    |        | 11,0 s | 6,83 m       | 13,67 m       | 1,90 m       | 51,3 s | 15,2 s       | 42,44 m      | NMH              | 62,84 m     | DNS        |
| DNF   | Holger Schmidt                        | FRG    |        | 10,7 s | 7,12 m       | 14,94 m       | 1,93 m       | 50,7 s | 15,3 s       | 42,72 m      | DNS              |             |            |